# Carlos Alberto Arroyo del Río
Carlos Alberto Arroyo del Río (Guayaquil, 27 de novembro de 1893 – Quito, 31 de outubro de 1969) foi um político equatoriano. Ocupou o cargo de presidente de seu país em duas ocasiões: da primeira vez, interinamente, entre 18 de novembro de 1939 e 10 de dezembro de 1939; pela segunda vez, de 1 de setembro de 1940 a 28 de maio de 1944.